# Aquarium de Nouvelle-Angleterre
L'Aquarium de Nouvelle-Angleterre est un aquarium situé dans la ville de Boston dans le Massachusetts.
En plus du bâtiment abritant l'aquarium principal, l'Aquarium de Nouvelle-Angleterre comprend aussi le Simons IMAX Theatre et ainsi  que le New England Aquarium Whale Watch, qui fonctionne du mois d'avril à celui de novembre. L'aquarium a plus de 22 000 membres et plus de 1,3 million de visiteurs chaque année.
La conception du plan initial, de l'architecture et de l'exposition (ouverte en 1969) de l'Aquarium de la Nouvelle-Angleterre a été dirigée par Peter Chermayeff de Cambridge Seven Associates.

## Histoire
La planification de l'aquarium a commencé en 1962, avec le concepteur principal : Peter Chermayeff de Cambridge Seven Associates. Le bâtiment a été ouvert au public en 1969. Le réservoir de l'océan géant, ouvert en 1970, était à l'époque le plus grand réservoir océan circulaire dans le monde.
Un navire multi-étages, le MV Discovery, a été amarré à côté de l'Aquarium en 1974. Il a servi de pavillon mammifère flottant pour l'aquarium comblant ainsi l'espace limité pour l'expansion de celle-ci. Ce stade de 1000 sièges possédait une vue donnant sur une piscine de 116 000 gallons d'eau. Celle-ci a accueilli les dauphins, jusqu'au milieu des années 1990, et les lions de mer, jusqu'à la retraite du navire. Discovery a officiellement pris sa retraite durant les années 2000 en raison de son âge avancé et du coût élevé de son entretien.

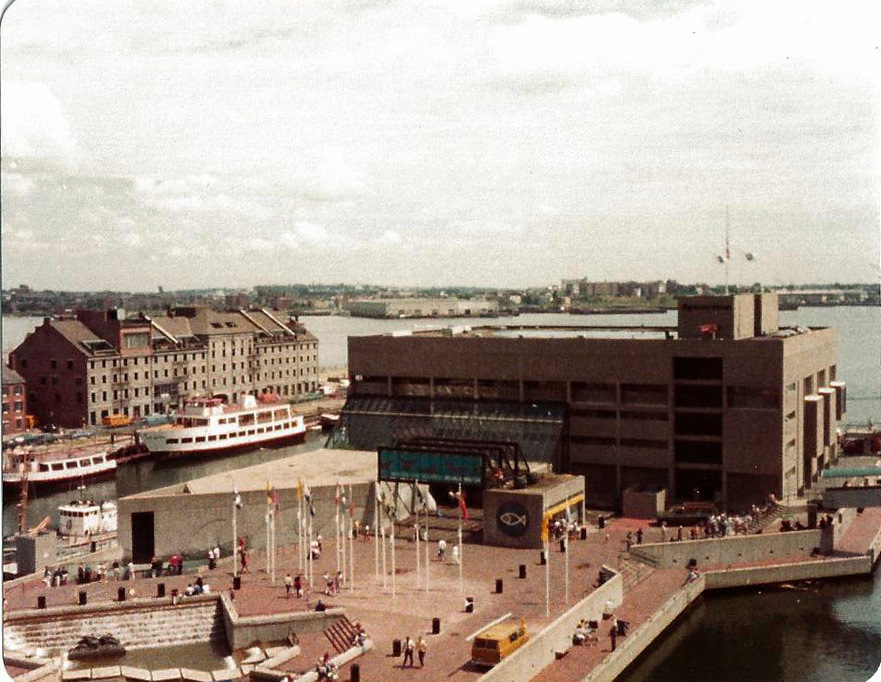
Aquarium de Nouvelle-Angleterre en 1985

En 1984, le réservoir de l'océan géant a subi des rénovations majeures avec l'ajout d'une réplique d'un récif de corail des Caraïbes.
Une nouvelle aile fut complétée en 1998 par la compagnie Schwartz/Silver Architects. L'aile ouest composée de verre et d'acier comprend l'exposition de phoques sur la place publique, la billetterie, la galerie d'exposition de l'évolution, la boutique de souvenirs, un café et le hall d'entrée.
En 1999, l'aquarium a ouvert un centre de réadaptation pour les marsouins communs dans la ville de Duxbury dans le Massachusetts. L'installation comprend un réservoir de réadaptation de 29 000 gallons d'eau qui peut accueillir trois marsouins à la fois.
Le cinéma Matthew and Marcia Simons IMAX ® Theatre comprenant 428 sièges, a ouvert en 2001 dans un bâtiment séparé de l'aquarium conçu par E. Verner Johnson and Associates. L'écran de 6 étages de haut possède une largeur de 85 pieds et une hauteur de 65 pieds. Son projecteur peut afficher des films en 2D ainsi qu'en 3D.
L'Aquarium de la Nouvelle-Angleterre a créé en 2001 une exposition prénommée "Amazing Jellies" présentant douze réservoirs de méduse cylindriques pour souligner l'augmentation des populations des méduses dans les océans du monde entier depuis l'accentuation du réchauffement planétaire. Cette exposition coûta environ 1,9 million de dollar américain.
En 2006, l'aquarium a obtenu l'accréditation complète de l'Association des Zoos et Aquariums (AZA).
Au cours de l'an 2009, l'exposition de la Fondation Marine Mammal Center ouvre. Cette exposition en plein air permet aux visiteurs d'observer les otaries à fourrure du Nord de l'aquarium.
Le Centre de protection des animaux voit le jour en 2010. Cette installation hors site de 23 000 m2 dans la ville de  Quincy dans le Massachusetts comprend un espace d'attente pour les animaux pendant les rénovations d'exposition, un espace de quarantaine pour les nouveaux arrivants ainsi qu'un centre de réadaptation.

## Expositions

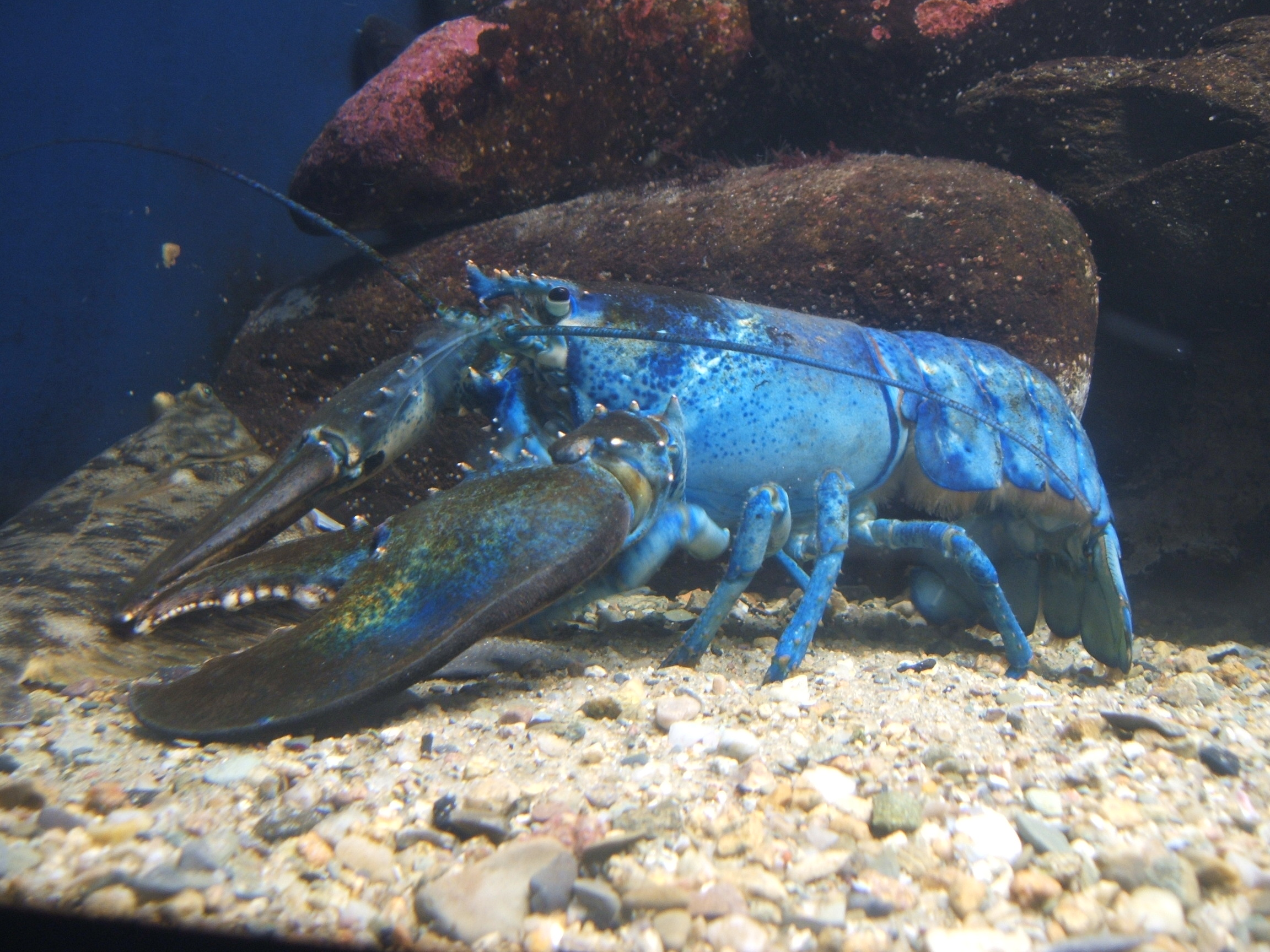
Homarus americanus.

Situé dans l'atrium central du bâtiment principal, la caractéristique majeure de l'Aquarium est le réservoir de l'océan géant, une réservoir cylindrique de 760 000 litres d'eau simulant un récif de corail des Caraïbes. Ce réservoir abrite des requins, des tortues de mer, des raies, des anguilles, des barracudas ainsi que plusieurs espèces de petits poissons vivants à proximité des récifs coralliens. Ouverte sur le haut, la cuve en béton est entouré par une passerelle qui longe ses parois jusqu'au bas, ce qui permet aux visiteurs d'accéder aux 52 fenêtres offrant une vue sur le récif sous tous ses angles et ses niveaux.
Ce réservoir repose sur un espace, à la base carrée, d'un volume de 570 000 litres. Au sein de celui-ci sont présentés des manchots, tels le manchot du Cap, le gorfou de Moseley, le gorfou sauteur ou encore le petit manchot pygmée. Ces oiseaux peuvent être vus à partir de la passerelle en spirale autour du réservoir central ou d'aires d'observation élevés qui entourent complètement le périmètre. Ces animaux vivent sur plusieurs îles rocheuses artificielles dans le bassin.
Autour de l'atrium existe trois niveaux constitué de plus petites expositions :
- The Thinking Gallery(aussi appelée The Temperate Gallery): Cette galerie regroupe des animaux marins des environnements côtiers incluant des mérous géants[Lequel ?], des poissons anciens, de rares hippocampes et des milliers de bancs de poissons.
- The Freshwater Gallery: Cette exposition se concentre sur les habitats d'eau douce d'Amérique du Sud par rapport à ceux de la Nouvelle-Angleterre. On peut retrouver dans cette galerie des piranhas, des anacondas, des anguilles électriques et le saumon atlantique.
- The Edge of the Sea tide pool: Dans cette partie de l'aquarium, les visiteurs peuvent toucher dans un bassin à la faune marine originaire de la Nouvelle-Angleterre tel que des étoiles de mer, des oursins, des escargots, des pagures ainsi que des limules.
- The Northern Waters of the World Gallery: Cette galerie met l'accent sur les habitats marins de la Nouvelle-Angleterre par rapport à ceux du Nord-Ouest du Pacifique. L'exposition présente des limicoles, des homards, des baudroies, des pieuvres géantes du Pacifique et d'innombrables autres invertébrés.

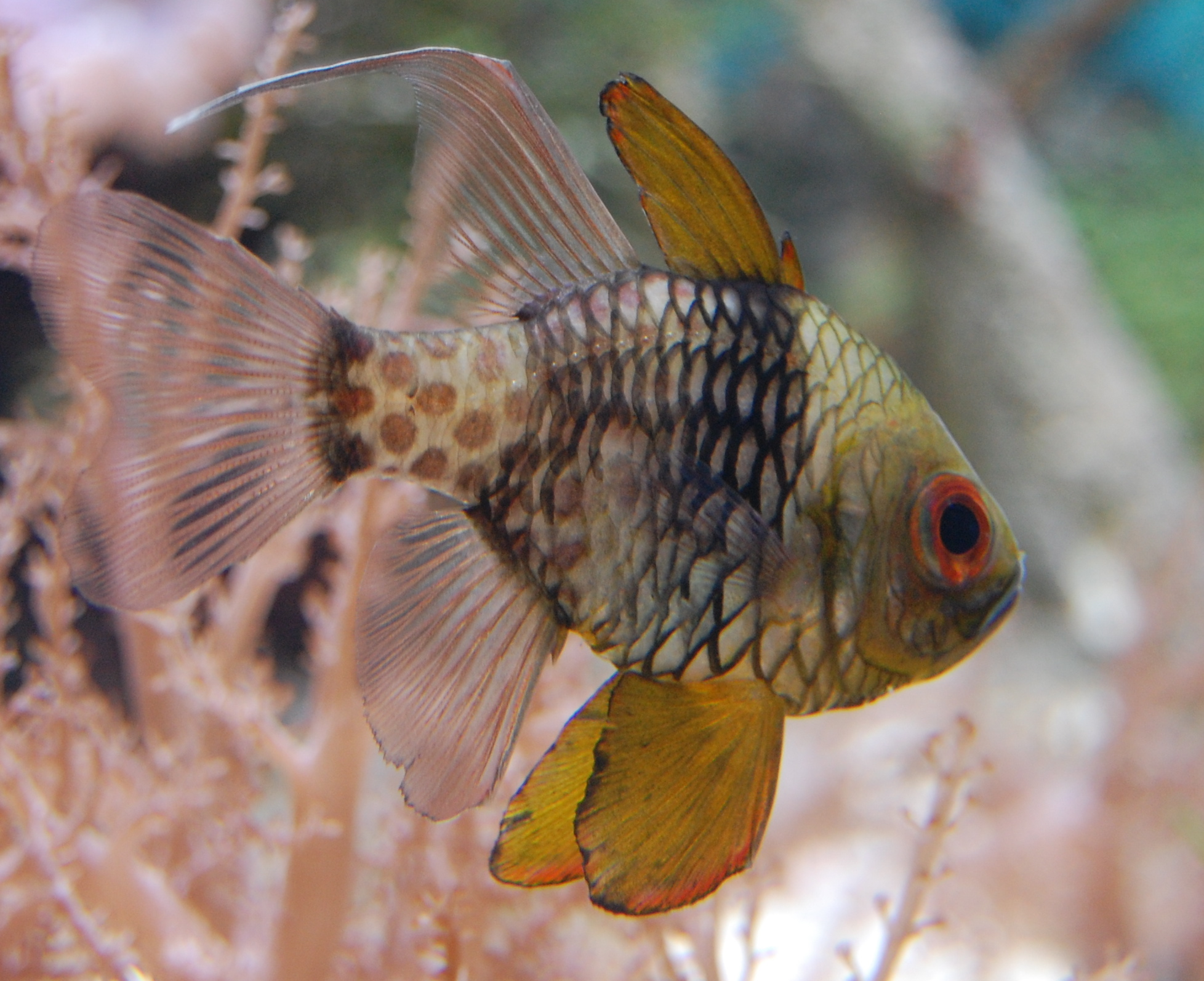
Sphaeramia nematoptera

- The Tropical Gallery: Cette exposition dispose de nombreux poissons tropicaux colorés, de seiches, de poissons venimeux comme les poissons-lions ou les rascasses ainsi que des coraux vivants.
- The Animal Medical Center: Ce centre médicale illustre aux visiteurs l'envers du décor de l'aquarium. Cette partie explique ce qu'il faut pour prendre soin de milliers de créatures comme les poissons, les reptiles, les mammifères et les oiseaux.

Une exposition de phoque commun se situe en face de l'aquarium. Elle peut être vu gratuitement et sans entrer dans le bâtiment. Tous les mammifères marins de l'Aquarium de la Nouvelle-Angleterre participent à des séances d'entraînement quotidiennes qui sont ouvertes au public et à la participation.
L'exposition The Amazing Jellies dans l'aile ouest de l'aquarium présente des méduses comme la méduse lune ou encore la méduse noire géante, toutes deux issues de divers habitats à travers le monde. En 2011, le bassin tactile Trust Family Foundation Shark and Ray ouvrit lui aussi dans l'aile ouest de l'aquarium.  Avec plus de 95 000 litres d'eau, le bassin est le plus important bassin tactile sur la côte est. Le réservoir expose principalement des raies et des petits requins. Il s'agit d'une exposition permanente qui permettra une plus grande interaction entre les animaux et les visiteurs de l'aquarium.

## Expositions spéciales
Penguin Power
Ce thème d'exposition impliquait les manchots de l'aquarium. Celui-ci a permis aux visiteurs d'apprendre comment les manchots survivent dans la nature et comment les protéger.
Move It! Marine Mammals in Motion
Coïncidant avec l'ouverture de la New Balance Foundation Marine Mammal Center en 2009, Marine Mammals In Motion souligne l’athlétisme des otaries à fourrure du Nord et des phoques commun de l'Atlantique de l'aquarium. Un itinéraire organisé encourage les enfants à être actifs en les faisant danser, tourner et sauter.  Le Centre des mammifères marins illustrent également les connexions entre les mammifères marins et les humains et souligne les défis auxquels ceux-ci sont confrontés dans nos océans aujourd'hui.
Turtles Uncovered
Dans cette exposition de 2008, les visiteurs ont appris que les tortues ont apparu sur Terre il y a environ 300 millions d'années, bien avant les dinosaures. Ils ont également appris que quelques tortues sont menacées d'extinction en raison de la pollution, la perte d'habitat et le changement climatique.
Sharks and Rays
En 2008, un bassin tactile temporaire abritant des raies et des requins est devenu une exposition permanente, officiellement nommé  Trust Family Foundation Shark and Ray Touch Tank. L'eau claire et peu profonde permet aux visiteurs de toucher les différentes espèces, en regardant les employés de l'aquarium les nourrir dans un habitat reproduisant une forêt de mangrove. Cette exposition ne favorise pas seulement l'importance des animaux dans le maintien de l'écosystème, mais aussi le rôle de maintenance que les êtres humains peuvent fournir à l'environnement.
Killer Instincts
Ce programme spécial de 2007 a aidé les visiteurs à se renseigner sur les animaux que nous craignons le plus. Celui-ci comprenait un programme de passeport ainsi que des présentations interactives d'animaux vivants et un film grand format et haute définition sur les requins. De plus, les reptiles marins préhistoriques sont apparus au Théâtre IMAX de l'aquarium dans le film Sea Monsters: A Prehistoric Adventure. Les animaux vedette de l'aquarium de ce programme étaient le Requin-taureau, l'anaconda, le grand barracuda, l'anguille électrique, la rascasse volante[Lequel ?], la murène, la Pieuvre géante du Pacifique et la pastenague américaine.